# 221. strelska divizija (ZSSR)
221. strelska divizija (izvirno rusko 221. стрелковая дивизия; kratica 221. SD) je bila strelska divizija Rdeče armade v času druge svetovne vojne.

## Zgodovina
Divizija je bila ustanovljena marca 1942 in bila deaktivirana novembra istega leta. Ponovno je bila ustanovljena junija 1943 s preoblikovanjem 79. strelske brigade.